# Драпак (Великопольське воєводство)
Драпак (пол. Drapak, нім. Drapak) — село в Польщі, у гміні Опалениця Новотомиського повіту Великопольського воєводства.
У 1975-1998 роках село належало до Познанського воєводства.